# Idiocia mongoloide
Idiocia mongoloide, idiocia mongólica o términos similares han sido usados para referirse a un tipo específico de deficiencia mental asociada con el trastorno genético ahora más comúnmente conocido como síndrome de Down. El empleo de estos términos ha sido abandonado paulatinamente debido a sus connotaciones erróneas acerca de las personas con el trastorno.
El médico inglés John Langdon Down fue quien caracterizó por primera vez, en 1862, el síndrome que hoy lleva su nombre como una forma separada de discapacidad mental y posteriormente lo describió de manera más amplia en un informe publicado en 1866. Debido a su percepción de que los niños con síndrome de Down compartían similitudes faciales con las poblaciones que Johann Friedrich Blumenbach describió como la «raza mongol», Down escogió el término mongoloide. Mongolismo y su patología fue el título utilizado por W. Bertram Hill en un estudio publicado en 1908 y el término mongolismo fue empleado por el psiquiatra y genetista Lionel Penrose en 1961.  En 1972, el hondureño Hernán Corrales P. llamó a la enfermedad mongolismo.
Las connotaciones racistas del término fueron popularizadas a la vez que exacerbadas por F. G. Crookshank en una obra de racismo científico titulada The Mongol in Our Midst (Los Mongoles entre nosotros), publicada por primera vez en 1924.
En 1961, un prestigioso grupo de expertos en genética escribió una carta conjunta a la revista médica The Lancet, que decía:

Durante mucho tiempo se ha reconocido que los términos «idiocia mongólica», «mongoloide», «mongolismo», etc., aplicados a un tipo específico de deficiencia mental tienen connotaciones que inducen a confusión o engaño. La importancia de esta anomalía entre los europeos y sus descendientes no está relacionada con la segregación de genes derivados de los asiáticos; su aparición entre los miembros de las poblaciones asiáticas sugiere designaciones ambiguas como «Mongolo Mongoloide»; la creciente participación de chinos y japoneses en la investigación del trastorno les impone el uso de un término embarazoso. Instamos, por lo tanto, a que las expresiones del trastorno que implican un aspecto racial ya no se usen. Algunos de los abajo firmantes están dispuestos a reemplazar el término Mongolismo por designaciones como «Anomalía de Langdon Down», «Síndrome o Anomalía de Down» o «Acromicria congénita». Varios de nosotros creemos que este es un momento apropiado para introducir el término «Anomalía de la Trisomía 21», que incluiría casos de trisomía simple así como translocaciones. Se espera que el acuerdo sobre una frase específica pronto cristalice una vez que se haya abandonado el término «mongolismo».

Tras una queja informal por parte de la delegación mongola en su congreso de 1965, la Organización Mundial de la Salud (OMS) abandonó el uso del término. A pesar de varias décadas de inacción y resistencia, el término a partir de entonces comenzó a dejar de emplearse poco a poco, en favor de términos tales como Síndrome de Down o trastorno de la trisomía 21. Steven J. Gould informó en 1980 que el término «mongolismo» todavía era de uso común en los Estados Unidos, a pesar de ser «difamatorio» y «totalmente negativo en todos sus aspectos». En el siglo XXI, todos los términos antiguos se consideran inaceptables en el mundo de habla inglesa, no son de uso común, y han sido en gran parte olvidados. En francés, mongolisme es todavía de uso común en los medios de comunicación para referirse al síndrome de Down, y mongol y mongolien todavía son utilizados como insultos capacitistas.  En la década de 2010, los términos "mongolito" y "mongolita" seguían en uso en México y en Costa Rica, donde también se emplea "mongoloide."